# تيد بامي
تيد بامي (بالإنجليزية: Ted Bami)‏ مواليد 2 مارس 1978 في زائير، هو ملاكم محترف بريطاني يصنف ضمن فئة وزن الوسط.

## إحصائيات
خاض خلال مسيرته 33 نزالا، فاز في 26 ولم يتعادل وخسر في 7. فاز بالضربة القاضية في 13 نزالا.

## روابط خارجية
- تيد بامي على موقع بوكس ريك (الإنجليزية) (registration required)